# Ives Fabián Quintana
Ives Fabián Quintana (n. Mendoza, Argentina, 23 de diciembre de 1983) es un exfutbolista argentino. Jugaba de delantero y militó en diversos clubes de Chile, Ecuador, Guatemala, Italia y Uruguay; es decir no jugó en ningún club de su país natal.

## Clubes
| Club                | País      | Año         |
| ------------------- | --------- | ----------- |
| Miramar Misiones    | Uruguay   | 2002 - 2003 |
| Sud América         | Uruguay   | 2004        |
| Unión San Felipe    | Chile     | 2005        |
| Sud América         | Uruguay   | 2005        |
| Cerro Largo         | Uruguay   | 2006        |
| Deportivo Jutiapa   | Guatemala | 2006 - 2007 |
| Deportivo Marquense | Guatemala | 2007 - 2008 |
| Trentino            | Italia    | 2009 - 2010 |
| Espoli              | Ecuador   | 2011        |
| Sestri Levante      | Italia    | 2011 - 2014 |